# NGC 5880
NGC 5880 is een lensvormig sterrenstelsel in het sterrenbeeld Weegschaal. Het hemelobject werd in 1886 ontdekt door de Amerikaanse astronoom Francis Preserved Leavenworth.

## Synoniemen
- MCG -2-39-12
- NPM1G -14.0561
- PGC 54427